# بئر سيدون (المهرة)

تعديل مصدري - تعديل

بئر سيدون هي إحدى قرى مديرية حصوين التابعة لمحافظة المهرة، بلغ تعداد سكانها 69 نسمة حسب تعداد اليمن لعام 2004.